# Basket Team Crema 2011-2012
Il Basket Team Crema Serie B d'Eccellenza era sponsorizzato dalla TEC-MAR.
Al termine della stagione regolare, arrivava al 1º posto conseguendo il diritto alla disputa dei play-off.
Nella successiva fase vinceva il minitorneo con il Basket San Salvatore di Selargius ed il San Raffaele Basket di Roma giungendo alla fase finale.
Nel doppio scontro (andata e ritorno) con il Fiamma Stabia di Castellammare di Stabia vinceva tutte e due le partite e risaliva, quindi, di nuovo in serie A2 dopo solo un anno.

## Roster B d'eccellenza stagione 2011-2012
|  | Naz.              | Ruolo | Sportivo          | Anno | Alt. |  |  |
|  | ----------------- | ----- | ----------------- | ---- | ---- |  |  |
|  | Italia (bandiera) | G     | Alessia Benevelli | 1988 | 175  |  |  |
|  | Italia (bandiera) | G     | Anna Brognoli     | 1991 | 170  |  |  |
|  | Italia (bandiera) | G     | Paola Caccialanza | 1989 | 178  |  |  |
|  | Italia (bandiera) | G     | Martina Capoferri | 1991 | 174  |  |  |
|  | Italia (bandiera) | C     | Gilda Cerri       | 1990 | 185  |  |  |
|  | Italia (bandiera) | P     | Camilla Conti     | 1994 | 169  |  |  |
|  | Italia (bandiera) | G     | Jessica Genta     | 1990 | 170  |  |  |
|  | Italia (bandiera) | A     | Chiara Lodi       | 1993 | 180  |  |  |
|  | Italia (bandiera) | G     | Elena Pedrini     | 1991 | 170  |  |  |
|  | Italia (bandiera) | A     | Martina Picotti   | 1990 | 184  |  |  |
|  | Italia (bandiera) | P     | Norma Rizzi       | 1993 | 172  |  |  |
|  | Italia (bandiera) | A     | Silvia Serano     | 1983 | 180  |  |  |

### Staff tecnico
| Allenatore:       | Diego Sguaizer |
| Primo assistente: | Daniela Doldi  |